# Хмельницкий национальный университет
Хмельницкий национальный университет (укр. Хмельницький національний університет) — украинское высшее учебное заведение IV уровня аккредитации, расположенное в городе Хмельницкий. Основано в 1962 году.
В структуре университета действуют 7 факультетов, в состав которых входят 46 кафедр. С 2004 года обучение в университете осуществляется по требованиям единой кредитно-трансферной системы.

## История
Институт был создан на базе общетехнического факультета Украинского полиграфического института, основанного в 1962 году. На первый курс вечерней и заочной форм обучения тогда было зачислено 250 студентов. В январе 1966 года факультет был реорганизован в филиал Украинского полиграфического института, открыты механический и общетехнический факультеты. На первый курс принято 520 человек, из них 90 человек на дневную форму обучения. Ещё 30 человек зачислены на второй курс дневной формы обучения механического факультета.
В сентябре 1967 года филиал стал самостоятельным учебным заведением — Хмельницким технологическим институтом бытового обслуживания. В нём действует 3 факультета: механический, технологический, общетехнический. Общее количество студентов достигает 1500 человек. На 9 кафедрах работают 65 штатных преподавателей и лаборантов. В июле 1969 года в институте организовано 4 факультета, в их числе два общетехнических: Хмельницкий и Каменец-Подольский. За время пребывания с июля 1969 по декабрь 1974 года, в должности ректора доцента Карпиленко М. И., в институте открыто подготовительное отделение и инженерно-экономический факультет. Различными формами обучения охвачено 5639 студентов. На 21 кафедре работало 254 преподавателя, из них 100 имели ученые степени и звания. В декабре 1974 года институт продолжает интенсивно развиваться под руководством доктора технических наук, профессора Силина Р. И. и превращается в многопрофильное высшее учебное заведение: с этого времени ХТИБО готовит специалистов для многих отраслей народного хозяйства.
В сентябре 1989 года вуз получает статус Хмельницкого технологического института. За эти годы построены 4-й учебный корпус, 4-е и 5-е общежития, современная библиотека, столовая, спорткомплекс, опытно-экспериментальная база научно-исследовательского сектора, два жилых дома. Начато строительство 5-го учебного корпуса. Открываются факультеты: радиоэлектроники, бизнеса и права, по работе с иностранными студентами. Институт готовит специалистов для 47 стран мира. В институте действует аспирантура и докторантура.
В 1994 году институт получил аккредитацию IV уровня и статус Технологического университета Подолья. Факультет по работе с иностранными студентами реорганизуется в гуманитарно-педагогический. Открывается подготовка специалистов по 8 новым специальностям. Растет количество студентов. На следующий год открывается Мукачевский филиал с двумя факультетами: инженерно-экономическим и технологическим. Позже филиал реорганизован в Мукачевский государственный университет.
Распоряжением Кабинета Министров Украины № 771-р от 17 декабря 2003 года и приказом Министерства образования и науки Украины № 261 от 26 декабря 2003 года Технологический университет Подолья реорганизован в Хмельницкий государственный университет. Указом президента Украины № 954/2004 от 21 августа 2004 года и приказом Министерства образования и науки Украины № 719 от 13 сентября 2004 года Хмельницкому государственному университету предоставлен статус национального.
По состоянию на 1 января 2002 года в университете обучается более 11 тысяч студентов, из них 6,4 тысячи человек на дневной форме обучения, около 1,5 тысячи человек учатся на факультете довузовской и послевузовской подготовки.

## Кампуса и корпуса
В университете насчитывается 9 учебных и лабораторных корпусов, площадь которых составляет 58 989 кв. м.; студенческий городок объединяет 5 общежитий общим количеством 2378 мест. Ведущим подразделением университета является научная библиотека, в состав которой входят 7 читальных залов, 3 абонемента, специализированные секторы: научно-технической документации, литературы иностранными языками, зал каталогов и электронной информации. Общий библиотечный фонд составляет 610 тыс. экземпляров.

## Институты и факультеты
В структуре университета действуют 7 факультетов и 46 кафедр:
- Факультет экономики и управления.
- Гуманитарно-педагогический факультет.
- Факультет инженерной механики.
- Факультет программирования, компьютерных и телекоммуникационных систем.
- Факультет технологий и дизайна.
- Факультет международных отношений.
- Факультет дистанционного обучения, до- и послевузовского образования.

## Ботанический сад

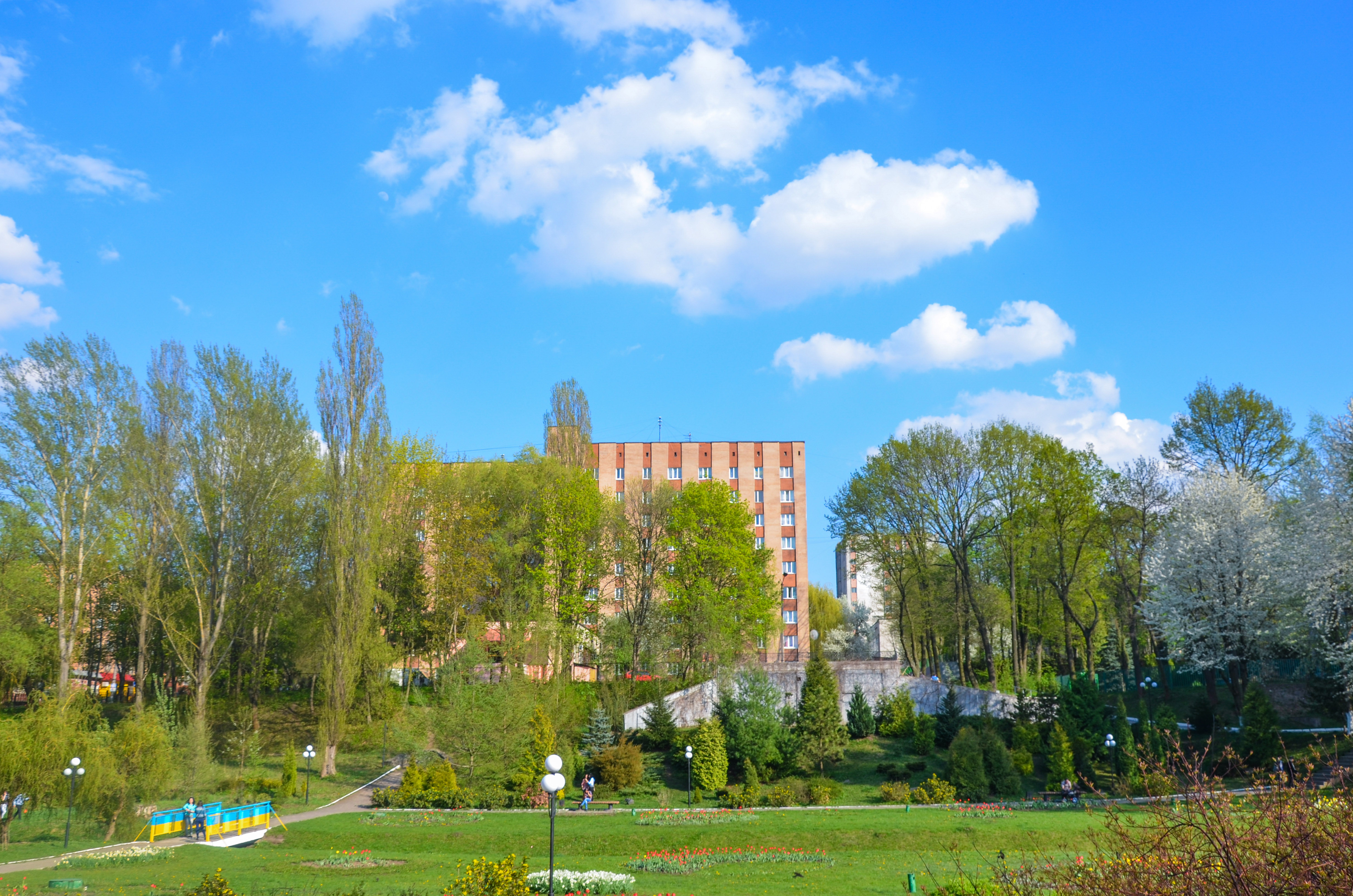
Ботанический сад ХНУ

В составе университета действует ботанический сад. На его территории растут цветочно-декоративные растения, хвойные деревья и кусты, которые используются в научных и учебных целях. Ботанический сад Хмельницкого национального университета является объектом природно-заповедного фонда области и ботаническим садом местного значения: 2,21 гектара его территории в соответствии с решением двадцать четвёртой сессии Хмельницкого областного совета от 18 ноября 2009 года № 20-24/2009 охраняются законом; общая площадь составляет 4,8 гектара. Директор ботанического сада ХНУ — кандидат биологических наук, доцент кафедры экологии Людмила Казимирова.

## Ректоры университета
- Семён Михайлович Ганжуров — 1962—1969
- Карпиленко Михаил Иванович — 1969—1974
- Силин Радомир Иванович — 1974—2001
- Скиба Николай Егорович — 2001—2021
- Матюх Сергей Анатольевич — с 2021